# 圣乔治代斯佩朗什
圣乔治代斯佩朗什（法語：Saint-Georges-d'Espéranche，法語發音：[sɛ̃ ʒɔʁʒ dɛspeʁɑ̃ʃ]）是法国伊泽尔省的一个市镇，属于维埃纳区。

## 地理
圣乔治代斯佩朗什（45°33'21"N, 5°4'39"E）面积24.65 平方千米，位于法国奥弗涅-罗讷-阿尔卑斯大区伊泽尔省，该省份为法国东南部内陆省份，北起顺时针与安省、萨瓦省、上阿尔卑斯省、德龙省、阿尔代什省、卢瓦尔省和罗讷省。
与圣乔治代斯佩朗什接壤的市镇（或旧市镇、城区）包括：萨瓦-梅潘、瓦朗桑、博瓦尔德马克、博讷法米耶、沙朗托奈、迪耶莫兹、穆瓦迪约-代图尔布、瓦蒂耶圣奥布拉、罗什。

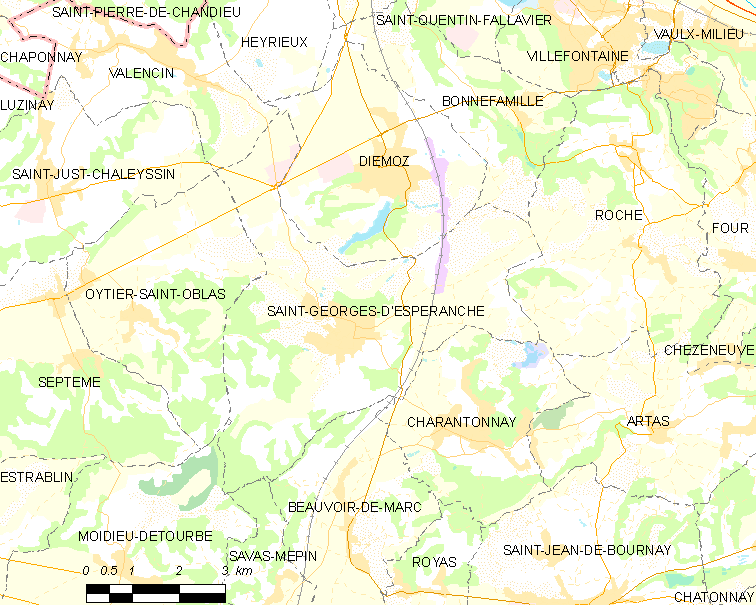
圣乔治代斯佩朗什的OSM定位图

圣乔治代斯佩朗什的时区为UTC+01:00、UTC+02:00（夏令时）。

## 行政
圣乔治代斯佩朗什的邮政编码为38790，INSEE市镇编码为38389。

## 政治
圣乔治代斯佩朗什所属的省级选区为拉韦皮耶尔县。

## 人口

1962-2008年间圣乔治代斯佩朗什人口变化图示

圣乔治代斯佩朗什于2022年1月1日时的人口数量为3500人。